# Antonino Eugénio Fernandes Dias
Antonino Eugénio Fernandes Dias (Longos Vales, Monção, 15 de Dezembro de 1948) é um bispo católico português, sendo o atual bispo da Diocese de Portalegre-Castelo Branco.
Após os estudos de teologia, foi ordenado presbítero em 13 de junho de 1974 para a Arquidiocese de Braga, pelo arcebispo Francisco Maria da Silva. Já incardinado na Diocese de Viana do Castelo, foi nomeado Capelão de Sua Santidade com o título de Monsenhor, por João Paulo II. Licenciou-se em Teologia em 1991 pela Universidade Católica Portuguesa.
Em 10 de novembro de 2000 foi nomeado bispo titular de Tamata e auxiliar de Braga, por João Paulo II. A ordenação episcopal decorreu em 21 de janeiro de 2001, na igreja de São Domingos, em Monserrate, Viana do Castelo e teve como ordenante principal, o bispo José Augusto Martins Fernandes Pedreira , e como co-ordenantes, o arcebispo D. Jorge Ferreira da Costa Ortiga e D. Armindo Lopes Coelho. Foi apresentado em Braga, na Sé Catedral, em 18 de fevereiro de 2001 e foi nomeado Vigário Geral da Arquidiocese e Moderador da Cúria em 22 de março.
Foi nomeado em 8 de setembro de 2008 bispo de Portalegre-Castelo Branco pelo Papa Bento XVI. Tomou posse em 7 de outubro e fez a sua entrada solene em 12 de outubro de 2008.